# Bistum União da Vitória
Das Bistum União da Vitória (lateinisch Dioecesis Unionensis a Victoria, portugiesisch Diocese de União da Vitória) ist eine in Brasilien gelegene römisch-katholische Diözese mit Sitz in União da Vitória im Bundesstaat Paraná.

## Geschichte
Das Bistum União da Vitória wurde am 3. Dezember 1976 durch Papst Paul VI. mit der Apostolischen Konstitution Qui divino aus Gebietsabtretungen des Erzbistums Curitiba sowie der Bistümer Guarapuava und Ponta Grossa errichtet. Es wurde dem Erzbistum Curitiba als Suffraganbistum unterstellt.

## Bischöfe von União da Vitória
- Walter Michael Ebejer OP, 1976–2007
- João Bosco Barbosa de Sousa OFM, 2007–2014, dann Bischof von Osasco
- Agenor Girardi MSC, 2015–2018
- Walter Jorge Pinto, seit 2019